# Mark Hemel
Mark Hemel (Emmen, 1966) is een Nederlands architect. Samen met Barbara Kuit richtte hij het architectenbureau IBA (Information Based Architecture) op. Hemel is vooral bekend door zijn ontwerp van de Canton Tower.

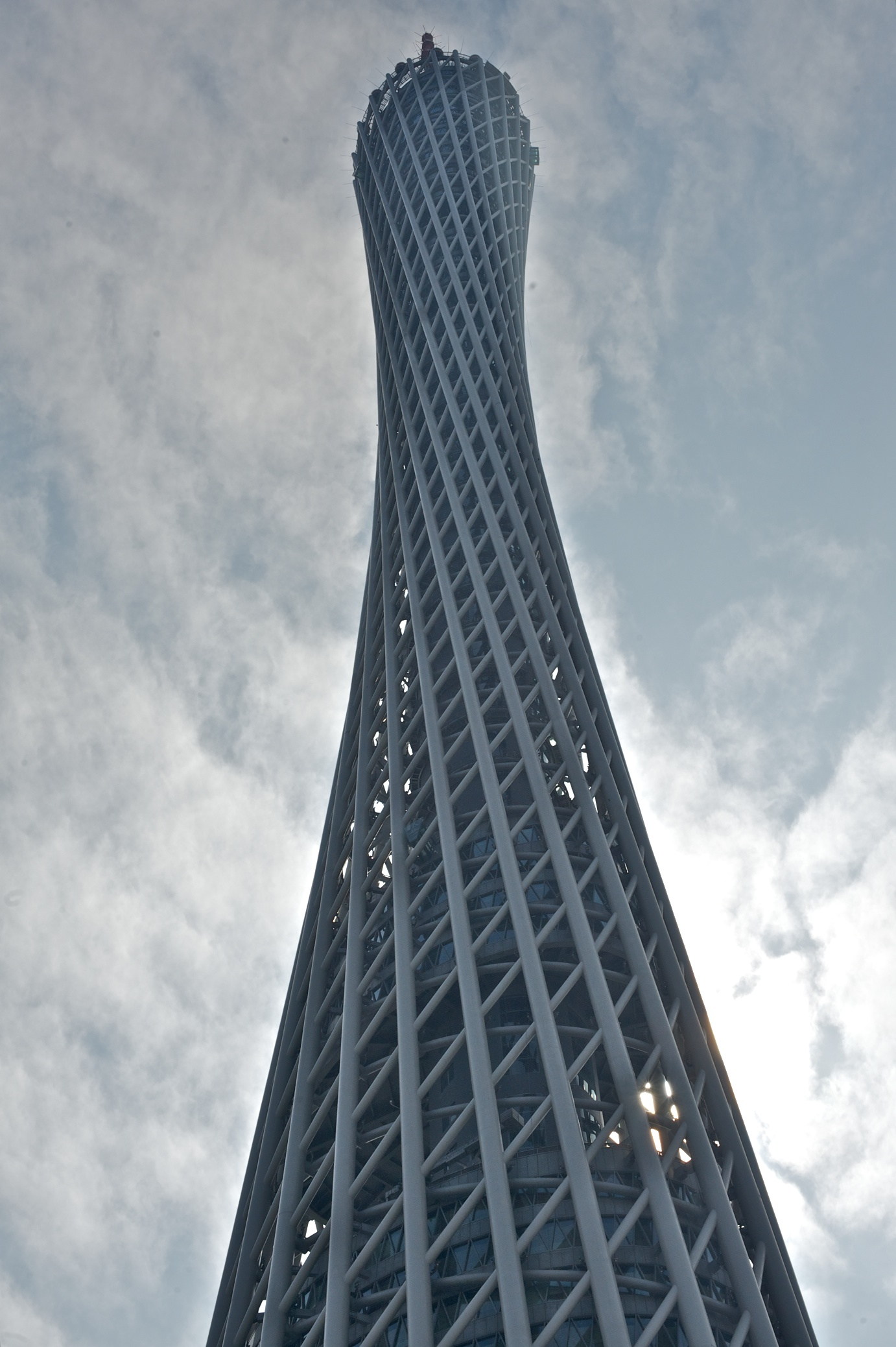
Canton Tower
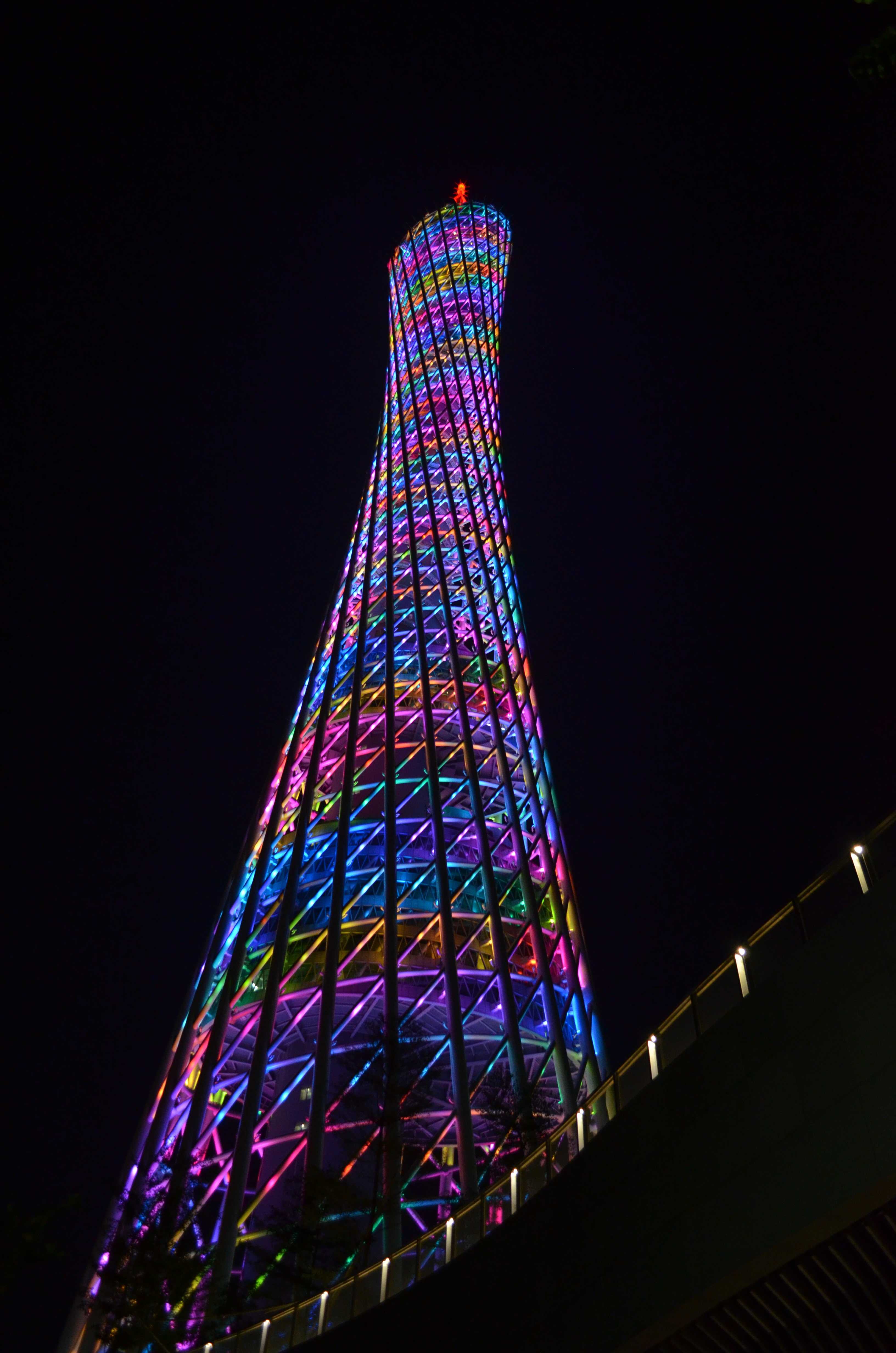
Toren bij nacht

## Publicatie
- Mark Hemel & Barbara Kuit: Supermodel. Making on of the world's tallest towers. Rotterdam, 010 Publishers, 2013. ISBN 978-90-6450-738-0